# 송암 이충원 영정
송암 이충원 영정(松菴 李忠元 影幀)은 경기도 여주시 산북면 백자리에 있는, 조선시대 임진왜란 때는 왕을 의주까지 호종하여 1604년 호성공신 2등으로 완양부원군에 이르고 공조판서에 제수되었던 이충원의 초상화이다. 1998년 4월 13일 경기도의 유형문화재 제167호로 지정되었다.

## 개요
이충원(1537-1605)은 전주가 본관으로 덕천군후생의 현손이며, 자는 원보, 호는 송암, 여수이고 시호는 충헌이다. 임진왜란 때는 왕을 의주까지 호종하여 1604년 호성공신 2등으로 완양부원군에 이르고 공조판서에 제수되었던 인물로 글씨에도 뛰어나 고양시 소재의 계원군 이의묘비, 광주시 소재 조찬 성계상 묘비를 썼다.
104 x 228cm 크기의 족자로 된 이 초상화는 오사모에 단령을 입은 좌안칠분면이 전신교의좌상으로 오른편 상단에는 '완양부원군육십팔시용'이라는 표제가 있다. 좌안칠분면의 자세와 무릎 부근까지 올라온 채전은 17세기 공신도상의 전형적인 형식이며, 쌍공작과 모란이 있는 흉배와 가슴 가까이 높이 올라온 서대는 문관 1품에 해당하는 것으로 공이 68세 때인 1604년 호성공신에 봉해졌을 때 그려진 것임을 알 수 있다.
초상화의 표현수법은 매우 세밀하여 눈썹이나 수염은 매우 섬세하게 묘사하였을 뿐 아니라 피부는 선염법으로 미세한 굴곡을 과장되지 않게 채색하였고 68세 상답게 노화에 따른 안면의 반점까지도 자연스럽게 표현하여 인물에 생동감을 부여하였다. 반면에 관복은 굵은 먹선으로 옷주름을 시원스럽게 긋고 구름문을 섬세하게 묘사한 뒤 흉배와 세대는 자수, 물소 뿔의 느낌이 들도록 하였다. 채전은 안면과는 대조적으로 전채로 마치 점묘법이 연상되는 필치로 꼼꼼하게 채색하여 평면적이면서도 아름다운 색채가 잘 살아 있다.
이와같이 자연스럽고 살아 있는 듯 생동감 넘치는 안면묘사와 화려하고 정교하게 관복과 채전을 묘사하는 수법은 1604년 선무공신, 호성공신, 청난공신상과 같은 범주에 속하는 것으로, 이 초상화도 17세기 초반의 공신도상의 한 예로서 의의가 있고 조선 중기 초상화 연구에 적지 않은 기여를 할 수 있는 것으로 생각된다.